# Škoda VOS
La Škoda VOS è un'automobile di lusso prodotta dalla casa automobilistica cecoslovacca AZNP nel suo stabilimento di Mladá Boleslav tra il 1949 e il 1952 con il marchio Škoda Auto.

## Descrizione
Nel 1949 lo stabilimento di Mladá Boleslav era impiegato nell'assemblaggio delle ultime Škoda Superb. Le autorità comuniste avevano necessità di una vettura sostitutiva più moderno e incaricarono la Škoda di svilupparne una. Questa auto sarebbe poi diventata la Skoda VOS. Le lettere VOS erano un acronimo che stava per in ceco o slovacco "Vládní Osobní Speciál" o "Vládny Osobný Špeciál" (in italiano "macchina speciale per il governo").
Parte della produzione della vettura era affidata al carrozziere e produttore di autobus Karosa: l'assemblaggio finale avvenne nello stabilimento della Škoda. Il design dell'auto era stato progettato da Oldrich Meduna che fino a quel momento aveva lavorato nella progettazione di carri armati. L'architettura meccanica era abbastanza convenzionale, con il motore in posizione anteriore longitudinale con la trazione sulle ruote posteriori.
Il motore era un V8 da 5,2 litri che erogava 120 CV (88 kW) e derivava da un camion. Tuttavia, a causa dell'eccessivo peso causato dalla blindatura, l'auto pesava quasi 4 tonnellate. La velocità massima è stata limitata a 80 km/h su ordine del ministero degli interni. 
Cosa insolita per l'epoca, l'auto era dotata di aria condizionata. Tuttavia, il meccanismo per il funzionamento dell'aria condizionata occupava la maggior parte dello spazio nel bagagliaio/baule posteriore.